# Coretta Scott King
Coretta Scott King (27/4/1927-30/1/2006) sinh ra vào ngày 27/4/1927 tại Marion thuộc bang Alamba, Hoa Kỳ là một tác giả, nhà hoạt động, và lãnh đạo dân quyền người Mỹ. Coretta Scott King đã giúp lãnh đạo Phong trào quyền dân sự Mỹ gốc Phi trong những năm 1960. Bà là một người ủng hộ tích cực cho sự bình đẳng người Mỹ gốc Phi. Bà gặp Martin Luther King, Jr. trong khi học đại học và việc tham gia của họ tăng lên cho đến khi họ trở thành trung tâm của phong trào. Trong năm tháng đầu đời của bà Coretta là một ca sĩ tài năng và âm nhạc thường được kết hợp vào công việc của các quyền dân sự của mình.
King đã đóng một vai trò nổi bật trong những năm sau khi chồng bà bị ám sát năm 1968 khi giữ quyền lãnh đạo cuộc đấu tranh cho bình đẳng chủng tộc mình và trở thành hoạt động trong phong trào phụ nữ và phong trào quyền LGBT. King thành lập Trung tâm King và tìm cách làm cho sinh nhật của Luther King trở thành một ngày lễ quốc gia. King cuối cùng đã thành công khi Ronald Reagan đã ký đạo luật thiết lập ngày Martin Luther King, Jr.. Sau đó, bà đã mở rộng phạm vi của mình để bao gồm cả phản đối phân biệt chủng tộc và tuyên truyền vận động cho quyền LGBT. King đã trở thành bạn bè với nhiều chính trị trước và sau khi ông Martin Luther King chết, đáng chú ý nhất John F. Kennedy, Lyndon B. Johnson, và Robert F. Kennedy. Cú điện thoại của John F. Kennedy cho bà trong cuộc bầu cử năm 1960 là những gì khiến người ta tin rằng bà đứng đằng sau chiến thắng của ông.
Trong tháng 8 năm 2005, King bị đột quỵ khiến bà tê liệt trên bên phải và không thể nói. Năm tháng sau, bà đã chết vì suy hô hấp do biến chứng từ bệnh ung thư buồng trứng. Đám tang của bà có sự tham dự của bốn trong số năm Tổng thống Mỹ còn sống và hơn 10.000 người. Bà đã tạm thời được chôn cất trên phần đất của Trung tâm King, cho đến khi bà được an táng bên cạnh chồng. King được vinh danh cho các hoạt động của mình trong việc thúc đẩy quyền con người. King đã được giới thiệu vào Đại sảnh Vinh danh phụ nữ Alabama trong năm 2009. Bà là người Mỹ gốc Phi nằm ở Georgia State Capitol khi bà mất.
King đầu tiên đã được gọi là "Đệ nhất phu nhân của Phong trào Dân quyền".